# Риттих, Давид
Давид Ри́ттих (чеш. David Rittich; 19 августа 1992, Йиглава, Чехия) — чешский хоккеист, вратарь. Воспитанник клуба «Дукла Йиглава». В настоящее время игрок клуба НХЛ «Нью-Йорк Айлендерс».

## Карьера

### Клубная

#### Карьера в Чехии
Давид Риттих начал свою карьеру в родном городе Йиглава, в команде первой чешской лиги «Дукла». В 2014 году он перешёл в клуб Экстралиги «Млада Болеслав», за который отыграл два сезона.

#### Калгари Флэймз
Летом 2016 года подписал контракт с клубом НХЛ «Калгари Флэймз». В первом сезоне за океаном Риттих в основном играл в АХЛ за фарм-клуб «Калгари» «Стоктон Хит». В конце сезона его вызвали в основную команду и 8 апреля 2017 года он провёл свой первый матч в НХЛ против «Сан-Хосе Шаркс». Летом 2018 года Риттих подписал годичный контракт с «Флэймз» на 800 тысяч долларов. Во втором сезоне Риттих был в команде с самого начала, в качестве сменщика основного вратаря «Калгари» Майка Смита. 10 ноября 2018 года сыграл свой первый сухой матч в НХЛ, отразил 21 бросок в игре против «Лос-Анджелес Кингз», тем самым помог «Калгари» одержать победу со счётом 1:0. По ходу сезона Риттих стал основным вратарём «Калгари», но в Кубке Стэнли тренер Билл Питерс отдал предпочтение Майку Смиту, который в итоге неудачно отыграл плей-офф. Удачный сезон принёс Риттиху новый 2-летний контракт с «Калгари» на общую сумму 5,5 миллионов долларов. В новый сезон Риттих вступил уже в статусе основного вратаря «Флэймз», его дублёром стал новичок команды Кэм Тэлбот. 26 октября 2019 года Риттих установил рекорд НХЛ по количеству отбитых бросок в матчах на открытом воздухе, отразив 45 бросков в игре против «Виннипег Джетс». 15 января 2020 года было объявлено об участии Давида Риттиха в Матче всех звёзд. Риттих очень удачно сыграл в Матче всех звёзд: пропустив всего 2 шайбы, что стало лучшим показателем среди вратарей, он помог команде Тихоокеанского дивизиона стать победителем.

#### Торонто Мейпл Лифс
11 апреля 2021 года Давид Риттих был обменян в «Торонто Мейпл Лифс» на пик третьего раунда драфта 2022 года.

#### Нэшвилл Предаторз
28 июля 2021 года, будучи неограниченно свободным агентом, подписал однолетний контракт с «Нэшвилл Предаторз» на сумму $ 1,25 млн.

### Сборная Чехии
Успешная игра в НХЛ привлекла внимание тренеров сборной Чехии. Йозеф Яндач включил Риттиха в состав команды на чемпионат мира 2018 года, на котором он провёл 3 матча. Всего за чешскую сборную сыграл 5 игр.

## Статистика

### Клубная карьера
| 2014–15     | Млада Болеслав     | ЧЭЛ         | 23  | 8  | 15 | 0  | 1218 | 64  | 0 | 3.15 | 89.1 | —  | — | — | —   | —  | — | —     | —    |
| 2015–16     | Млада Болеслав     | ЧЭЛ         | 48  | 26 | 22 | 0  | 2849 | 120 | 5 | 2.53 | 91.7 | 10 | 4 | 6 | 638 | 34 | 1 | 3.20  | 90.3 |
| 2016–17     | Стоктон Хит        | АХЛ         | 31  | 15 | 11 | 1  | 1774 | 67  | 5 | 2.27 | 92.4 | 4  | 2 | 1 | 167 | 8  | 0 | 2.88  | 91.7 |
| 2016–17     | Калгари Флэймз     | НХЛ         | 1   | 0  | 0  | 0  | 20   | 1   | 0 | 3.00 | 90.0 | —  | — | — | —   | —  | — | —     | —    |
| 2017–18     | Стоктон Хит        | АХЛ         | 12  | 7  | 5  | 0  | 697  | 37  | 2 | 3.18 | 88.9 | —  | — | — | —   | —  | — | —     | —    |
| 2017–18     | Калгари Флэймз     | НХЛ         | 21  | 8  | 6  | 3  | 1008 | 49  | 0 | 2.92 | 90.4 | —  | — | — | —   | —  | — | —     | —    |
| 2018–19     | Калгари Флэймз     | НХЛ         | 45  | 27 | 9  | 5  | 2503 | 109 | 1 | 2.61 | 91.1 | —  | — | — | —   | —  | — | —     | —    |
| 2019–20     | Калгари Флэймз     | НХЛ         | 48  | 24 | 17 | 6  | 2792 | 138 | 2 | 2.97 | 90.7 | 1  | 0 | 1 | 16  | 3  | 0 | 10.85 | 66.7 |
| 2020–21     | Калгари Флэймз     | НХЛ         | 15  | 4  | 7  | 1  | 745  | 36  | 1 | 2.9  | 90.4 | —  | — | — | —   | —  | — | —     | —    |
| 2020–21     | Торонто Мэйпл Лифс | НХЛ         | 4   | 1  | 1  | 1  | 220  | 10  | 0 | 2.72 | 88.8 | —  | — | — | —   | —  | — | —     | —    |
| Всего в НХЛ | Всего в НХЛ        | Всего в НХЛ | 134 | 64 | 40 | 16 | 7290 | 343 | 4 | 2.82 | 90.7 | 1  | 0 | 1 | 16  | 3  | 0 | 10.85 | 66.7 |

### Международная
| Год     | Команда | И | КН   | БР   | В | П | ПГ | СМ | МИН |
| ------- | ------- | - | ---- | ---- | - | - | -- | -- | --- |
| ЧМ 2018 | Чехия   | 3 | 1,98 | 90.0 | 2 | 1 | 6  | 1  | 177 |